# A Idade do Ouro
A Idade do Ouro (francês: L'âge d'or) é um filme francês de 1930, dirigido por Luis Buñuel e escrito por Salvador Dalí. É o segundo filme de Buñuel. Neste filme merece destaque a participação do pintor Max Ernst, como líder de um grupo de bandidos.
O que faz a "A Idade do Ouro" ser tão polêmico é a forma como Buñuel trata os dogmas da sociedade e, principalmente, da Igreja Católica. Segundo o diretor, a película trata de um amor jamais concretizado.
Destaque também para a última sequência, em que o Duque de Blangis é mostrado saindo de uma orgia em seu castelo, uma forma de chocar a sociedade da época com as teorias do Marquês de Sade.
É considerado uma obra tão inovadora como Um Cão Andaluz, tratando-se do filme mais radical de sua carreira. Depois dele, Buñuel passou a se utilizar de histórias surrealistas mescladas à narrativa usual.

## Elenco
- Gaston Modot
- Lya Lys
- Caridad de Labardesque
- Pierre Prévert
- Max Ernst
- Lionel Salem
- Germaine Noizet
- Duchange
- Ibanez
- Pancho Cossio (es:Francisco Cossío)
- Jacques Brunius
- Valentine Hugo
- Lionel Salem
- Pierre Prévert
- Josep Llorens i Artigas
- Paul Éluard, narrador